# Uncaria
Uncaria és un gènere de plantes amb flor de la família de les rubiàcies. La planta més coneguda del gènere és U. tomentosa, coneguda popularment com a ungla de gat, molt utilitzada arreu del món per les seves propietats medicinals, per bé que altres espècies del gènere, com U. rhyncophylla --distribuïda a la Xina-- o U. guianensis --distribuïda a Amèrica--, tenen propietats semblants.

## Taxonomia
L'Índex Internacional de Noms de Plantes incloïa aquestes espècies dins del gènere:
| - Uncaria acida (Hunter) Roxb. - (Malàisia) - Uncaria africana G.Don - (Àfrica tropical) - Uncaria attenuata Korth. - (Malàisia) - Uncaria avenia Valeton - (Nova Guinea) - Uncaria barbata Merr. - (Borneo, Nova Guinea) - Uncaria bernaysii F.Muell. - (Nova Guinea) - Uncaria bernaysioides Merr. & L.M.Perry - (Nova Guinea) - Uncaria borneensis Havil. - (Borneo) - Uncaria brevicarpa Elmer - (illes Filipines) - Uncaria bulusanensis Elmer - (illes Filipines) - Uncaria callophylla Blume ex Korth. - (Borneo) - Uncaria canescens Korth. - (Malàisia) - Uncaria celebica Koord. - (illes Cèlebes) - Uncaria cirrhiflora Roxb. - (Malàisia) - Uncaria clavisepala Elmer - (illes Filipines) - Uncaria cordata (Lour.) Merr. - (est d'Àsia tropical) - Uncaria dasyoneura Korth. - (Malàisia, Ceilan) - Uncaria donisii E.M.A.Petit - (Zaire) - Uncaria dosedlae Gilli - (Nova Guinea) - Uncaria elliptica R.Br. ex G.Don - (Malàisia) - Uncaria eurhyncha Miq. - (Sumatra) - Uncaria ferrea DC. - (Malàisia) - Uncaria firma Valeton - (Nova Guinea) - Uncaria florida S.Vidal - (Illes Filipines) - Uncaria forbesii Wernham - (Nova Guinea) - Uncaria gambier Roxb. - (Malàisia) - Uncaria glabrata DC. - (Illa de Java) - Uncaria glabrescens Merr. & L.M.Perry - (Salomó) - Uncaria glaucescens Craib - (Siam) - Uncaria grandifolia Baker - (Borneo) - Uncaria guianensis (Aubl.) J.F.Gmel. - (Guaiana) - Uncaria havilandiana S.Moore - (Nova Guinea) - Uncaria hirsuta Havil. - (Xina) - Uncaria homomalla Miq. - (est de l'Índia, Malàisia) - Uncaria hookeri S.Vidal - (illes Filipines) - Uncaria inermis Valeton - (Nova Guinea) - Uncaria intermedia Valeton - (Nova Guinea) - Uncaria jasminiflora Wall. - (Malàisia) - Uncaria kawakamii Hayata - (Taiwan) - Uncaria korrensis Kaneh. - (illes Palau) - Uncaria kunstleri King - (Taiwan) - Uncaria laevifolia Elmer - (illes Filipines) - Uncaria laevigata Wall. ex G.Don - (illes Filipines) - Uncaria lancifolia Hutch. - (Xina) | - Uncaria lanosa Wall. in W.Roxburgh - (Malàisia) - Uncaria lobbii Hook.f. - (Singapur) - Uncaria longiflora = Nauclea longiflora (Poir.) Merr. - Uncaria luzoniensis Merr. - (illes Filipines) - Uncaria macrophylla Wall. - (sud-est d'Àsia) - Uncaria membranifolia F.C.How - (Xina: Jiangxi i Yunnan) - Uncaria nemorosa Korth. - (Sumatra) - Uncaria nervosa Elmer - (illes Filipines) - Uncaria oligoneura Korth. - (Borneo) - Uncaria orientalis Guillaumin - (Noves Hèbrides) - Uncaria ovalifolia Roxb. - (Malàisia) - Uncaria ovata R.Br. - (Malàisia) - Uncaria pachyphylla Merr. - (illes Filipines) - Uncaria parviflora Ridl. - Uncaria paucinervis Teijsm. i Binn. - (Java) - Uncaria pedicellata Roxb. - (Malàisia) - Uncaria perrottetii = Sabicea perrottetii (A.Rich.) Merr. - Uncaria pilosa Roxb. - (Índia) - Uncaria pteropoda Miq. - (Malàisia) - Uncaria quadrangularis Geddes - (Siam) - Uncaria rhynchophylla (Miq.) Miq. ex Havil. - (Xina) - Uncaria rhynchophylloides F.C.How - (Xina: Guangdong i Jiangxi) - Uncaria rostrata Pierre ex Pit. - (Cambodja) - Uncaria roxburghiana Korth. - (Malàisia) - Uncaria scandens = Nauclea scandens (Sm.) Hutch. - Uncaria schlenckerae S.Moore - (Nova Guinea) - Uncaria sclerophylla Roxb. - (Birmània, Malàisia) - Uncaria sclerophylloides Valeton - (Nova Guinea) - Uncaria sessilifructus Roxb. - (Himàlaia, Mianmar) - Uncaria setiloba Benth. - (illa de Java) - Uncaria sinensis = Nauclea sinensis (Oliv.) Havil. - Uncaria speciosa Wall. & G.Don - (Malàisia) - Uncaria sterrophylla Merr. & L.M.Perry - (Nova Guinea) - Uncaria surinamensis Miq. - (Guaianes) - Uncaria talbotii Wernham - (Nigèria) - Uncaria tomentosa (Willd. ex Schult.) DC. - (Amèrica del Sud) - Uncaria tonkinensis Havil. - (Tonkin) - Uncaria toppingii Merr. - (Borneo) - Uncaria trinervis Havil. - (Malàisia) - Uncaria uraiensis Hayata - (Malàisia) - Uncaria velutina Havil. - (illes Filipines) - Uncaria wallichii Korth. - (Índia) - Uncaria wangii F.C.How - (Xina: Jiangxi i Yunnan) - Uncaria yunnanensis K.C.Hsia - (Xina) |